# Nuwan Thushara
Ilandari Dewage Nuwan Thushara (singhalesisch ඉලන්දාරි දේවගේ නුවන් තුෂාර; * 6. August 1994 in Thalawa, Sri Lanka) ist ein sri-lankischer Cricketspieler der seit 2022 für die sri-lankischen Nationalmannschaft spielt.

## Kindheit und Ausbildung
Thushara besuchte das Thalawa Kanitu Vidyalaya in Alpitiya.

## Aktive Karriere
Thushara gab sein First-Class-Debüt für Singhalese Sports Club in der Saison 2015/16. Er spielte mehrere Jahre für Colombo Cricket Club, bevor er im Februar 2022 sein Twenty20-Debüt in Australien in der Nationalmannschaft gab. Im Oktober 2023 erreichte er bei den Asienspielen gegen Afghanistan 4 Wickets für 17 Runs. Im März 2024 erreichte er im dritten Spiel der Twenty20-Serie in Bangladesch 5 Wickets für 20 Runs, wobei ihm ein Hattrick gelang und er als Spieler des Spiels ausgezeichnet wurde. Auch erhielt er einen Vertrag für die Indian Premier League 2024 von den Mumbai Indians. Kurz darauf wurde er für den ICC Men’s T20 World Cup 2024 nominiert.